# 7696 Liebe
7696 Liebe (1988 JD) là một tiểu hành tinh vành đai chính được phát hiện ngày 10 tháng 5 năm 1988 bởi W. Landgraf ở Đài thiên văn Nam Âu.